# إبراهيم جمال (لاعب كرة قدم مواليد 2002)
إبراهيم جمال عثمان لاعب كرة قدم سوداني من مواليد السعودية ، يلعب في الدفاع حالياً في نادي سترة البحريني.

## مسيرة اللاعب
لعب سابقاً في نادي الباطن ونادي قرية العليا و وقع مع نادي سترة البحريني في عام 2024.

## روابط خارجية
إبراهيم جمال (لاعب كرة قدم مواليد 2002) على موقع قاعدة بيانات كرة القدم.إي يو (الإنجليزية)